# Drosophila mapiriensis
Drosophila mapiriensis är en tvåvingeart som beskrevs av Vilela och Gerhard Bächli 1990. Drosophila mapiriensis ingår i släktet Drosophila och familjen daggflugor.
Artens utbredningsområde är Bolivia.